# Gaultheria barbulata
Gaultheria barbulata är en ljungväxtart som beskrevs av Herman Otto Sleumer. Gaultheria barbulata ingår i släktet Gaultheria och familjen ljungväxter. Inga underarter finns listade i Catalogue of Life.